# Radix sort
O Radix sort é um algoritmo de ordenação rápido e estável que pode ser usado para ordenar itens que estão identificados por chaves únicas. Cada chave é uma cadeia de caracteres ou número, e o radix sort ordena estas chaves em qualquer ordem relacionada com a lexicografia.
Na ciência da computação,  radix sort é um algoritmo de ordenação que ordena inteiros processando dígitos individuais. Como os inteiros podem representar strings compostas de caracteres  (como nomes ou datas) e pontos flutuantes especialmente formatados, radix sort não é limitado somente a inteiros.

## Funcionamento do algoritmo
Computadores, na sua maioria, representam internamente todos os tipo de dados como números binários, por isso processar os dígitos na forma de inteiros em grupos representados por dígitos binários se torna mais conveniente. Existem duas classificações do radix sort, que são:
- Least significant digit (LSD – Dígito menos significativo) radix sort;
- Most significant digit (MSD – Dígito mais significativo) radix sort.

O radix sort LSD começa do dígito menos significativo até o mais significativo, ordenando tipicamente da seguinte forma: chaves curtas vem antes de chaves longas, e chaves de mesmo tamanho são ordenadas lexicograficamente. Isso coincide com a ordem normal de representação dos inteiros, como a sequência "1, 2, 3, 4, 5, 6, 7, 8, 9, 10". Os valores processados pelo algoritmo de ordenação são frequentemente chamados de “chaves”, que podem existir por si próprias ou associadas a outros dados. As chaves podem ser strings de caracteres ou números.
Já o radix sort MSD trabalha no sentido contrário, usando sempre a ordem lexicográfica, que é adequada para ordenação de strings, como palavras, ou representações de inteiros com tamanho fixo. A seqüência  "b, c, d, e, f, g, h, i, j, ba" será ordenada lexicograficamente como "b, ba, c, d, e, f, g, h, i, j". Se essa ordenação for usada para ordenar representações de inteiros com tamanho variável, então a representação dos números inteiros de 1 a 10 terá a saída "1, 10, 2, 3, 4, 5, 6, 7, 8, 9".
O radix sort LSD opera na notação Big-O, em {\displaystyle O(nk)}, onde {\displaystyle n} é o número de chaves, e {\displaystyle k} é o comprimento médio da chave. É possível garantir esse desempenho para chaves com comprimento variável agrupando todas as chaves que tem o mesmo comprimento e ordenando separadamente cada grupo de chaves, do mais curto para o mais comprido, de modo a evitar o processamento de uma lista inteira de chaves em cada passo da ordenação.
Em muitas aplicações em que é necessário velocidade, o radix sort melhora as ordenações por comparação, como heapsort e o mergesort, que necessitam de {\displaystyle \Omega (n\log n)} comparações, onde {\displaystyle n} é o número de itens a serem ordenados. Em compensação, algoritmos de ordenação baseados em comparações oferecem flexibilidade por serem aptos a ordenar de outras formas que não a lexicográfica. No entanto, essa habilidade é de pouca importância em várias aplicações práticas.
O algoritmo de ordenação radix sort foi originalmente usado para ordenar cartões perfurados. Um algoritmo computacional para o radix sort foi inventado em 1954 no MIT por Harold H. Seward.

## Complexidade assintótica
A complexidade no tempo do algoritmo é {\displaystyle \Theta (nk)}e a complexidade no espaço: {\displaystyle \Theta (n+s)}, onde
- {\displaystyle n} = número de elementos.
- {\displaystyle k} = tamanho string.
- {\displaystyle s} = tamanho do alfabeto.

## Implementações

### Código em MATLAB
```
function
  
vetor
 
=
 
radixsort
(
vetor, tamanho
)

	
%

	
% Ordena vetor de inteiros, exemplo:

	
%	tamanho = 10000;

	
%	vetor = floor(10000*rand(tamanho,1));

	
%	vetor = radixsort(vetor, tamanho);

	
%

	
ep
 
=
 
1
;

	
maior
 
=
 
max
(
vetor
);

	

	
while
 
floor
(
maior
/
ep
)
 
>
 
0

		
V
 
=
 
sortrows
([
mod
(
floor
(
vetor
/
ep
),
 
10
),
 
(
1
:
tamanho
)
'
]);

		
vetor
 
=
 
vetor
(
V
(:,
2
));

		
ep
 
=
 
ep
*
10
;

	
end

end

```

### Código em C
```
void
 
radixsort
(
int
 
vetor
[],
 
int
 
tamanho
)
 
{

    
int
 
i
;

    
int
 
*
b
;

    
int
 
maior
 
=
 
vetor
[
0
];

    
int
 
exp
 
=
 
1
;

    
b
 
=
 
(
int
 
*
)
calloc
(
tamanho
,
 
sizeof
(
int
));

    
for
 
(
i
 
=
 
0
;
 
i
 
<
 
tamanho
;
 
i
++
)
 
{

        
if
 
(
vetor
[
i
]
 
>
 
maior
)

    	    
maior
 
=
 
vetor
[
i
];

    
}

    
while
 
(
maior
/
exp
 
>
 
0
)
 
{

        
int
 
bucket
[
10
]
 
=
 
{
 
0
 
};

    	
for
 
(
i
 
=
 
0
;
 
i
 
<
 
tamanho
;
 
i
++
)

    	    
bucket
[(
vetor
[
i
]
 
/
 
exp
)
 
%
 
10
]
++
;

    	
for
 
(
i
 
=
 
1
;
 
i
 
<
 
10
;
 
i
++
)

    	    
bucket
[
i
]
 
+=
 
bucket
[
i
 
-
 
1
];

    	
for
 
(
i
 
=
 
tamanho
 
-
 
1
;
 
i
 
>=
 
0
;
 
i
--
)

    	    
b
[
--
bucket
[(
vetor
[
i
]
 
/
 
exp
)
 
%
 
10
]]
 
=
 
vetor
[
i
];

    	
for
 
(
i
 
=
 
0
;
 
i
 
<
 
tamanho
;
 
i
++
)

    	    
vetor
[
i
]
 
=
 
b
[
i
];

    	
exp
 
*=
 
10
;

    
}

    
free
(
b
);

}

```

### Código em C#
```
static
 
void
 
RadixSort
(
int
[]
 
vetor
)
 
{

	
int
 
i
;

	
int
[]
 
b
;

	
int
 
maior
 
=
 
vetor
[
0
];

	
int
 
exp
 
=
 
1
;

	
b
 
=
 
new
 
int
[
vetor
.
Length
];

	
for
 
(
i
 
=
 
0
;
 
i
 
<
 
vetor
.
Length
;
 
i
++
)
 
{

		
if
 
(
vetor
[
i
]
 
>
 
maior
)

			
maior
 
=
 
vetor
[
i
];

	
}

	
while
 
(
maior
/
exp
 
>
 
0
)
 
{

		
int
[]
 
bucket
 
=
 
new
 
int
[
10
];

		
for
 
(
i
 
=
 
0
;
 
i
 
<
 
vetor
.
Length
;
 
i
++
)

			
bucket
[(
vetor
[
i
]
 
/
 
exp
)
 
%
 
10
]
++
;

		
for
 
(
i
 
=
 
1
;
 
i
 
<
 
10
;
 
i
++
)

			
bucket
[
i
]
 
+=
 
bucket
[
i
 
-
 
1
];

		
for
 
(
i
 
=
 
vetor
.
Length
 
-
 
1
;
 
i
 
>=
 
0
;
 
i
--
)

			
b
[
--
bucket
[(
vetor
[
i
]
 
/
 
exp
)
 
%
 
10
]]
 
=
 
vetor
[
i
];

		
for
 
(
i
 
=
 
0
;
 
i
 
<
 
vetor
.
Length
;
 
i
++
)

			
vetor
[
i
]
 
=
 
b
[
i
];

		
exp
 
*=
 
10
;

	
}

}

```

### Código em Java [1]
```
import
 
java.util.*
;

public
 
class
 
TestRadix
 
{

    
private
 
static
 
final
 
int
 
MAX_CHARS
 
=
 
28
;

	

    
private
 
static
 
void
 
radixSort
(
String
[]
 
v
)
 
{

		
Queue
<
String
>
 
queues
[]
 
=
 
createQueues
();

		
for
 
(
int
 
pos
 
=
 
maxSize
(
v
)
 
-
 
1
;
 
pos
 
>=
 
0
;
 
pos
--
)
 
{

			
for
 
(
int
 
i
 
=
 
0
;
 
i
 
<
 
v
.
length
;
 
i
++
)
 
{

				
int
 
q
 
=
 
queueNo
(
v
[
i
]
,
 
pos
);

				
queues
[
q
]
.
add
(
v
[
i
]
);

			
}

			
restore
(
queues
,
 
v
);

		
}

	
}

	
private
 
static
 
void
 
restore
(
Queue
<
String
>[]
 
qs
,
 
String
[]
 
v
)
 
{

		
int
 
contv
 
=
 
0
;

		
for
 
(
int
 
q
 
=
 
0
;
 
q
 
<
 
qs
.
length
;
 
q
++
)

			
while
 
(
qs
[
q
]
.
size
()
 
>
 
0
)

				
v
[
contv
++]
 
=
 
qs
[
q
]
.
remove
();

	
}

	
private
 
static
 
Queue
<
String
>[]
 
createQueues
()
 
{

		
LinkedList
<
String
>[]
 
result
 
=
 
new
 
LinkedList
[
MAX_CHARS
]
;

		
for
 
(
int
 
i
 
=
 
0
;
 
i
 
<
 
MAX_CHARS
;
 
i
++
)
 
{

			
result
[
i
]
 
=
 
new
 
LinkedList
<
String
>
();

		
}

		
return
 
result
;

	
}

	
private
 
static
 
int
 
queueNo
(
String
 
string
,
 
int
 
pos
)
 
{

		
if
 
(
pos
 
>=
 
string
.
length
())
 
{

			
return
 
0
;

		
}

		
char
 
ch
 
=
 
string
.
charAt
(
pos
);

		
if
 
((
ch
 
>=
 
'A'
)
 
&&
 
(
ch
 
<=
 
'Z'
))
 
{

			
return
 
(
ch
 
-
 
'A'
 
+
 
1
);

		
}

		
else
 
if
 
(
ch
 
>=
 
'a'
 
&&
 
ch
 
<=
 
'z'
)
 
{

			
return
 
ch
 
-
 
'a'
 
+
 
1
;

		
}

		
else
 
{

			
return
 
27
;

		
}

	
}

	
private
 
static
 
int
 
maxSize
(
String
[]
 
v
)
 
{

		
int
 
maxValue
 
=
 
v
[
0
]
.
length
();

		
for
 
(
int
 
i
 
=
 
1
;
 
i
 
<
 
v
.
length
;
 
i
++
)
 
{

			
if
 
(
maxValue
 
<
 
v
[
i
]
.
length
())
 
{

				
maxValue
 
=
 
v
[
i
]
.
length
();

			
}

		
}

		
return
 
maxValue
;

	
}

	
public
 
static
 
void
 
printStringArray
(
String
[]
 
arrToPrint
)
 
{

		
for
 
(
int
 
i
 
=
 
0
;
 
i
 
<
 
arrToPrint
.
length
;
 
i
++
)
 
{

			
System
.
out
.
print
(
arrToPrint
[
i
]+
" "
);

		
}

		
System
.
out
.
println
();

	
}

	

	
/**

	 * @param args Array of strings (set of words) to be sorted (ordered) - Must be passed as parameters

	 */

	
public
 
static
 
void
 
main
(
String
[]
 
args
)
 
{

		
System
.
out
.
print
(
"Input: "
);

		
printStringArray
(
args
);

		
radixSort
(
args
);

		
System
.
out
.
print
(
"\nOutput: "
);

		
printStringArray
(
args
);

	
}

}

```

### Código em Java [2]
```
	
public
 
void
 
radixSort
(
int
 
vector
[]
){

		
for
(
int
 
digit
 
=
 
0
;
 
digit
 
<
 
3
;
 
digit
 
++
){

			
int
 
power
 
=
 
(
int
)
 
Math
.
pow
(
10
,
 
digit
+
1
);

			

			
int
 
z
[][]
 
=
 
new
 
int
[
vector
.
length
][
10
]
;

			
int
 
n
[]
 
=
 
new
 
int
[
10
]
;

			
for
(
int
 
i
 
=
 
0
;
 
i
 
<
 
vector
.
length
;
 
i
 
++
){

				
int
 
num
 
=
 
vector
[
i
]
;

				
z
[
n
[
(
num
%
power
)
/
(
power
/
10
)
]][
(
num
%
power
)
/
(
power
/
10
)
]
 
=
 
num
;

				
n
[
(
num
%
power
)
/
(
power
/
10
)
]++
;

				

			
}

			
int
 
c
 
=
 
0
;

			
for
(
int
 
i
 
=
 
0
;
 
i
 
<
 
10
;
 
i
 
++
){

				

				
for
(
int
 
j
 
=
 
0
;
 
j
 
<
 
vector
.
length
;
 
j
 
++
){

					
if
(
j
 
<
 
n
[
i
]
){

						
vector
[
c
]
 
=
 
z
[
j
][
i
]
;

						
c
++
;

					
}
else
{
break
;}

				
}

			
}

			

		
}

	
}

```

### Código em Python
```
MAX_CHARS
 
=
 
28

def
 
radix_sort
(
lista
):

        
tamanho_maximo
 
=
 
max
([
len
(
palavra
)
 
for
 
palavra
 
in
 
lista
])

        
for
 
pos
 
in
 
range
(
tamanho_maximo
*
1
,
 
1
,
 
-
1
):

                
baldes
 
=
 
[
list
()
 
for
 
y
 
in
 
range
(
MAX_CHARS
)]

                
for
 
palavra
 
in
 
lista
:

                        
balde
 
=
 
numero_do_balde
(
palavra
,
 
pos
)

                        
baldes
[
balde
]
 
+=
 
[
palavra
]

                
lista
 
=
 
sum
(
baldes
,
 
[])

        
return
 
lista

def
 
numero_do_balde
(
palavra
,
 
pos
):

        
if
 
(
pos
 
>=
 
len
(
palavra
)):
 
return
 
0

        
ch
 
=
 
palavra
[
pos
]

        
if
 
(
ch
 
>=
 
'A'
 
and
 
ch
 
<=
 
'Z'
):
 
return
 
ord
(
ch
)
 
-
 
ord
(
'A'
)
 
+
 
1

        
if
 
(
ch
 
>=
 
'a'
 
and
 
ch
 
<=
 
'z'
):
 
return
 
ord
(
ch
)
 
-
 
ord
(
'a'
)
 
+
 
1

        
return
 
MAX_CHARS
-
1

```

### Código em PHP
```
function
 
radix_sort
 
(
&
$a
,
 
$n
)

{

    
$r
 
=
 
8
;

    
$R
 
=
 
256
;

    
$p
 
=
 
4
;

    
$count
 
=
 
null
;

    
for
 
(
$i
 
=
 
0
;
 
$i
 
<
 
$p
;
 
++
$i
)

    
{

        
for
 
(
$j
 
=
 
0
;
 
$j
 
<
 
$R
;
 
++
$j
)

            
$count
[
$j
]
 
=
 
0
;

        
for
 
(
$k
 
=
 
0
;
 
$k
 
<
 
$n
;
 
++
$k
)

        
{

            
$pos
 
=
 
(
$a
[
$k
]
 
>>
 
(
r
 
*
 
$i
))
 
&
 
(
$R
 
-
 
1
);

            
$count
[
pos
]
 
+=
 
1
;

            
$tempArray
[
$k
]
 
=
 
$a
[
$k
];

        
}

        
$pos
 
=
 
0
;

        
for
 
(
$j
 
=
 
0
;
 
$j
 
<
 
$R
;
 
++
$j
)

        
{

            
$tmp
 
=
 
$pos
;

            
$pos
 
+=
 
$count
[
$j
];

            
$count
[
$j
]
 
=
 
$tmp
;

        
}

        
for
 
(
$k
 
=
 
0
;
 
$k
 
<
 
$n
;
 
++
$k
)

        
{

            
$pos
 
=
 
(
tempArray
[
$k
]
 
>>
 
(
$r
 
*
 
$j
))
 
&
 
(
$R
 
-
 
2
);

            
$a
[
$count
[
$pos
]]
 
=
 
$tempArray
[
$k
];

            
$count
[
$pos
]
 
+=
 
1
;

        
}

    
}

}

```